# Черних Валентин Костянтинович
Валентин Костянтинович Черних (рос. Валенти́н Константи́нович Черны́х; 12 березня 1935, Псков — 6 серпня 2012, Москва) — радянський і російський сценарист, драматург, продюсер, режисер. Викладач ВДІКу. Заслужений діяч мистецтв РРФСР (1980). Лауреат Державної премії СРСР (1980).

## Біографічні відомості
Народився 12 березня 1935 р. у Пскові (Росія). Закінчив Всесоюзний державний інститут кінематографії (1967) та Вищі курси режисерів ТБ 0968).

## Фільмографія

### Сценарист
- «Тут проходить кордон» (1971, у співавт.)
- «Людина на своєму місці» (1973)
- «З веселощами й відвагою» (1973)
- «Любов земна» (1975, у співавт.)
- «Власна думка» (1977)
- «Повернення сина» (1977, у співавт.)
- «Смак хліба» (1979, у співавт.; Державна премія СРСР, 1980)
- «Москва сльозам не вірить» (1980)
- «Політ з космонавтом» (1980)
- «Лабораторія» (1980, к/м, новела з кіноальманаху «Молодість». Випуск 3-й)
- «Гарно жити не заборониш» (1982)
- «Людина, яка закрила місто» (1982, у співавт.)
- «Культпохід до театру» (1982)
- «Водій автобуса» (1983, у співавт.)
- «Дублер починає діяти» (1983, у співавт.)
- «Клініка» (1984. кіноальманах), новела «Консультант з епохи»
- «Вийти заміж за капітана» (1985)
- «Остання інспекція» (1985)
- «Команда „33“» (1987, у співавт.)
- «Хочете — кохаєте, хочете — ні...» (1987, у співавт.)
- «Любов з привілеями» (1989, у співавт.)
- «Утамуй мої печалі» (1989, у співавт.)
- «Виховання жорстокості у жінок і собак (фільм)» (1992, у співавт.)
- «Син за батька» (1995)
- «Любити по-російськи» (1995)
- «Любити по-російськи-2» (1996)
- «Любити по-російськи-3: Губернатор» (1999)
- «Свої» (2004)
- «Брежнєв» (2005, телесеріал, у співавт.) та ін.

а також українських стрічок:
- «Пробивна людина» (1978, у співавт.)
- «Ранкове шосе» (1988)
- «Смерть у кіно» (1990, у співавт.; Мосфільм і Одеська кіностудія)

### Продюсер
- «Небеса обітовані» (1991, у співавт.)
- «Кіно про кіно» (2002, у співавт.)